# Sceau du Connecticut
Le Sceau du Connecticut est le sceau officiel de l'État.
Il est composé de trois pieds de vignes et d'un ruban dans lequel apparait la devise latine officielle de l'État Qui Transtulit Sustinet (« Celui qui l'a planté, le soutient »).

## Histoire
Le premier sceau du Connecticut a été apporté d'Angleterre par colonel George Fenwick en 1639. Il s'agissait, à l'origine, du sceau de la colonie de Saybrook qui devint celui de la colonie du Connecticut, à la suite de l'achat des terres et du fort de Saybrook Point au colonel Fenwick par cette dernière, en 1644. Le sceau fut employé par Edmund Andros lorsqu'il gouverna la colonie et finit par tomber en désuétude. Le 25 octobre 1711, lors d'une assemblée entre gouverneur et le Conseil, un nouveau sceau fut défini, moins élaboré, de taille plus grande et plus ovale que l'original. Les mots de la devise demeurèrent identiques, mais le nombre de vignes fut réduit à trois. La maxime Sigillum Coloniae Connecticutensis (Seal of the Connecticut Colony) fut ajoutée sur le pourtour du sceau. Les trois vignes représentent les trois colonies : la colonie de New Haven, la colonie de Saybrook et la colonie du Connecticut. Après la guerre révolutionnaire, l'inscription sur le joint colonial n'était plus appropriée. Par conséquent, en mai de 1784, l'Assemblée générale présidée par le secrétaire opta pour la nouvelle maxime :  "SIGILL. REIP. CONNECTICUTENSIS". Cependant, lors de la conception du sceau, l'inscription fut rédigée en toutes lettres: "SIGILLUM REIPUBLICÆ CONNECTICUTENSIS" (" Sceau de la République du Connecticut"). Plus aucun changement au sceau officiel ne fut apporté par la suite. En 1931, l'Assemblée générale stipula que toutes les représentations du sceau d'état devaient se conformer à la description du chapitre 54 du Public Act de cette même année. Cette législation interdit également la reproduction du sceau, excepté par ou sous la direction du secrétaire de l'État. Avec le Sceau de Guam, il s'agit du seul sceau non-circulaire parmi les 50 états.